# Pavetta
- Commons
- Wikispecies

Pavetta L. é um género botânico pertencente à família Rubiaceae.

## Sinonímia
| - Acmostigma Raf. - Baconia DC. - Crinita Houtt. | - Exechostylus K. Schum. - Pavate Adans. - Verulamia DC. ex Poir. |

## Principais espécies
- Pavetta axillipara, Bremek.
- Pavetta brachycalyx, Hiern
- Pavetta holstii, K.Schum.
- Pavetta intermedia, Bremek
- Pavetta kupensis, S.D.Manning
- Pavetta lasioclada, (K. Krause) Mildbr. ex Bremek.
- Pavetta linearifolia, Brem.
- Pavetta lynesii, Bridson
- Pavetta manyanguensis, Bridson
- Pavetta mollissima, Hutchinson & Dalziel
- Pavetta monticola, Hiern
- Pavetta muiriana, S.D.Manning
- Pavetta nitidissima, Bridson
- Pavetta rubentifolia, S.D.Manning
- Pavetta sparsipila, Bremek.
- Pavetta tarennoides, S. Moore
- «Lista completa»

## Classificação do gênero
| Sistema | Classificação                      | Referência               |
| ------- | ---------------------------------- | ------------------------ |
| Linné   | Classe Tetrandria, ordem Monogynia | Species plantarum (1753) |